# Qi (Shandong)
Qi (齊/齐; pinyin: Qí; W.-G.: Ch'i; dialecte Fuzhou: 齊國 Cà̤-guók (Foochow romanitzat); xangaià: 齊國 Zi koh/kueh) va ser un poderós estat durant el període de Primaveres i Tardors i el Període dels Regnes Combatents (Xina). La seua capital fou Linzi, la qual és ara part de l'actual ciutat de Zibo en la província de Shandong.

## Història

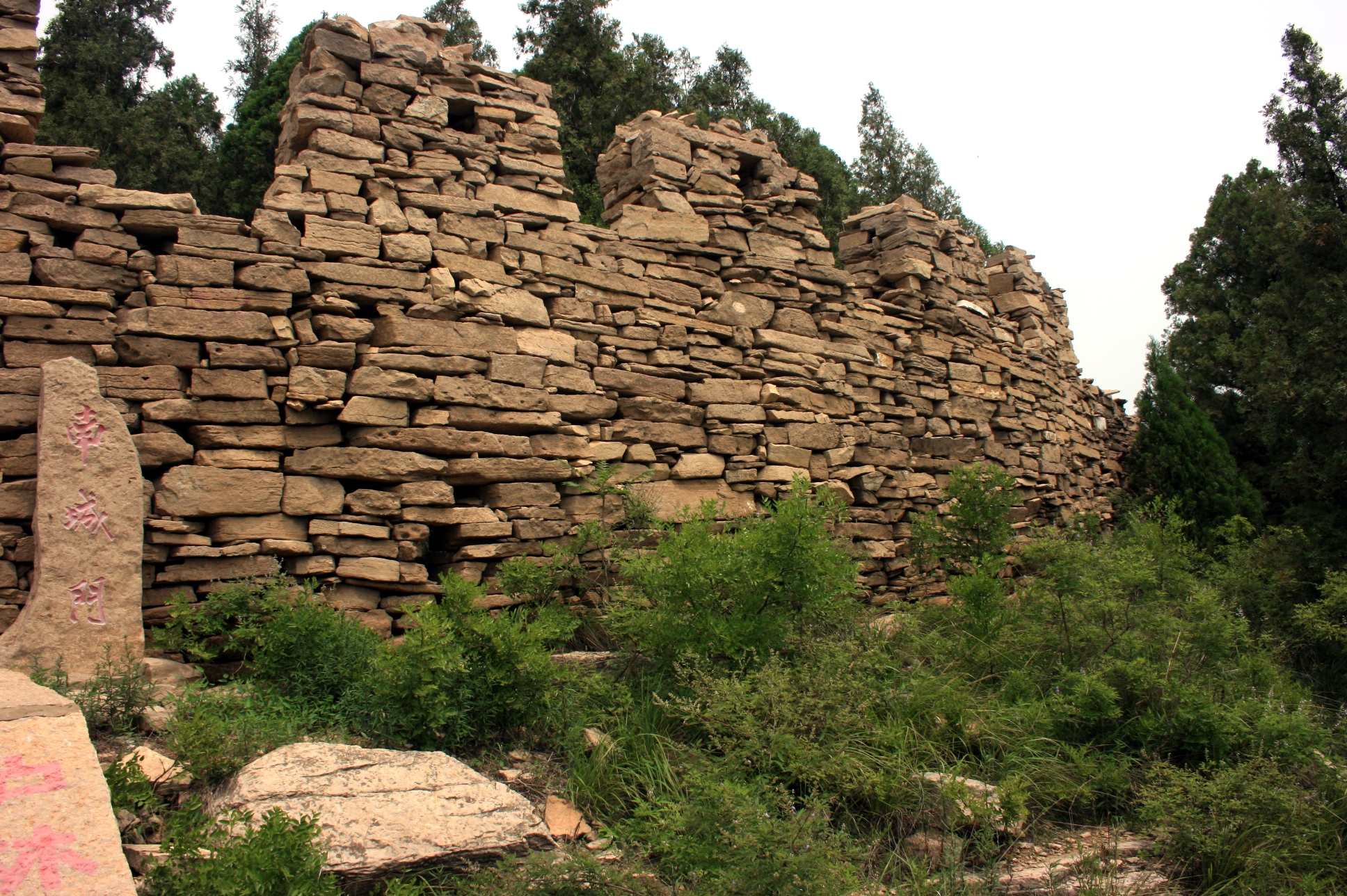
Gran Mur de Qi en la Muntanya Da Feng

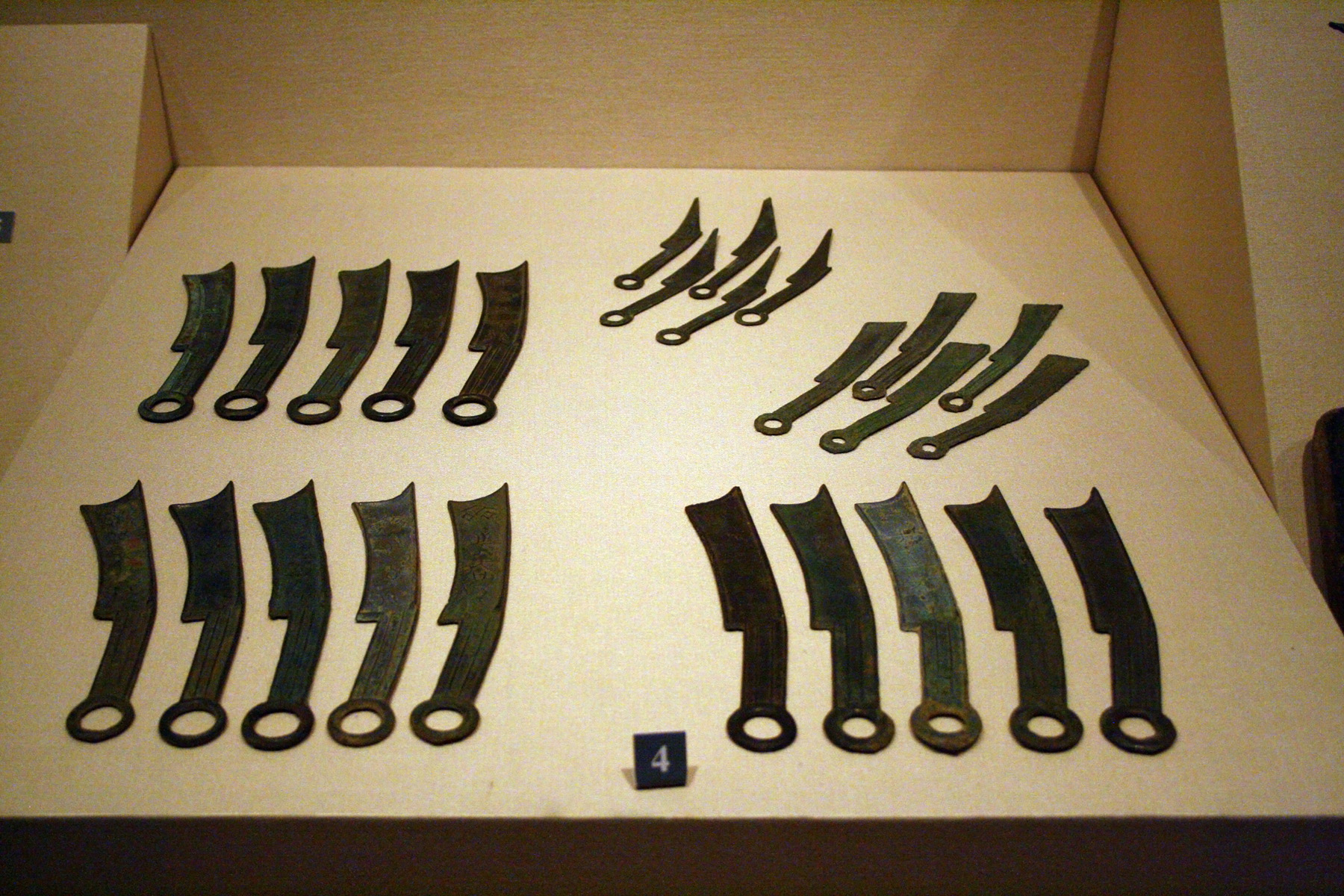
Monedes de bronze amb forma de ganivet de l'estat de Qi, col·leccionades en el Museu Shandong

Qi va ser fundat al voltant del 1046 aC com un de tants estats de la dinastia Zhou. El primer governant designat per a Qi va ser Jiang Shang, l'oficial militar més poderós d'eixa època. El Rei Wu de Zhou assignà les terres conquistades com a feus hereditaris als seus familiars i ministres. Un territori en l'àrea del modern Shandong va ser atorgat a Jiang Ziya, el seu general més important, i des d'allí es va erigir l'estat de Qi. S'ha conservat molt poca informació d'aquest període. El rei Yi de Zhou (Ji Xie) (865-858) va atacar Qi i va bullir el duc de Qi en un ding o calder. En l'època del rei Xuan (827-782), hi va haver una lluita per la successió en la que molts dels nadius dongyi van ser absorbits per l'estat de Qi, i Xuan va intervenir militarment en la successió de lluites entre els estats de Lu, Wei i Qi. La invasió de Lu va ser derrotada en la batalla de Changshao en 684 aC. Després d'un període de guerres cada vegada més intenses, Qi, Qin, Jin i Chu finalment es van ajuntar per a una conferència de desarmament en el 579 aC, en què essencialment els altres estats es van convertir en satèl·lits.
La família Jiang governà Qi durant diversos segles fins que l'any 391 aC Tian He va deposar el duc Kang de Qi, però no es va instal·lar com a líder i Qi va estar en interregne entre el 391 aC i el 386 aC, quan el rei An de Zhou, el governant nominal de tota la Xina va reconèixer Tian He com a governant de Qi, posant fi a més de sis segles de govern de la Casa de Jiang. L'any 378 aC Yan de Tian Qi es va atorgar el títol de rei, desafiant An de Zhou i establint un precedent entre els seus vassalls, i els estats de Han, Zhao i Wei van envair Qi i van atacar la ciutat de Lingqiu.
El poderós exèrcit de Chu va derrotar els estats de Wei i Yue, i aquest últim es va dividir entre Chu i Qi el 333 aC. En 314 aC Xuan de Qi va envair Yan, debilitat per la guerra civil. i en pocs mesos va conquerir pràcticament tot el país i matant Zi Zhi i el deposat Kuai de Yan, però una revolta als territoris conquerits va fer retirar les tropes i es van restaurar les fronteres de Yan. El nou rei de Yan, el rei Zhao de Yan, va conspirar amb Zhao, Qin, Han i Wei per fer una expedició conjunta contra Qi Dirigit pel brillant tàctic Yue Yi, va tenir un gran èxit i en un any la majoria de les setanta ciutats emmurallades de Qi havien caigut, amb l'excepció de Zimu i Lu. Tanmateix, amb la mort del rei Zhao i l'expulsió de Yue Yi a Zhao pel nou rei, el rei Wei de Yan, el general Tian Dan va aconseguir recuperar totes les ciutats dels 5 regnes.
En el 221 aC, Qi va ser l'últim estat de la Xina preimperial a ser conquerit durant les Guerres d'unificació de Qin, el punt final del Període dels Regnes Combatents que va permetre a la dinastia Qin de consolidar el primer imperi centralitzat i imperial de la Xina.

## Governants de Qi

### Casa de Jiang (姜)

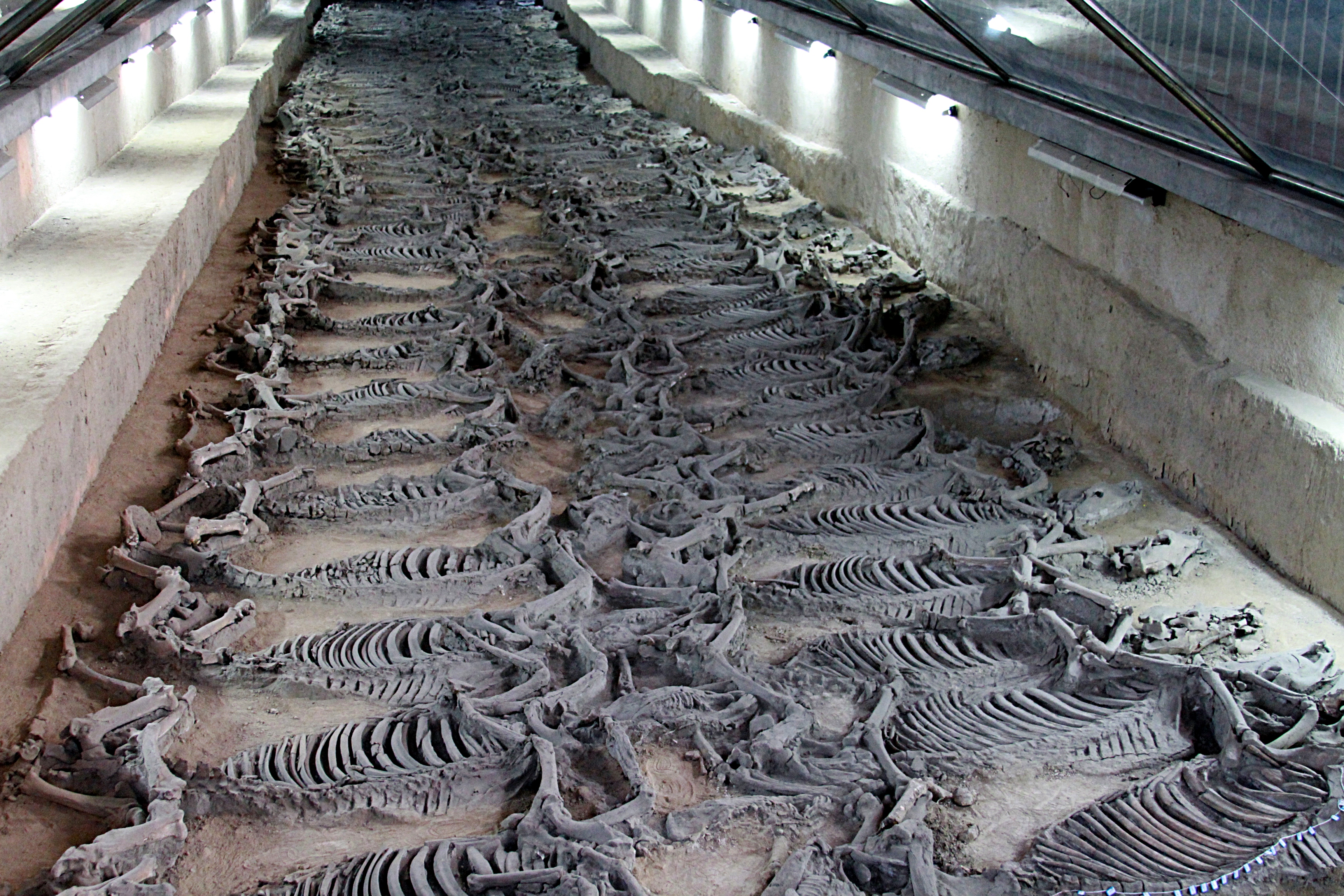
Enterrament dels cavalls sacrificats que es creia que pertanyia a la tomba del duc Jing de Qi

- Jiang Shang, Duc Tai de Qi 姜尚; 姜子牙 齊太公 ?-1000 aC
- Lüji, Duc Ding de Qi 姜伋 齊丁公 999-? aC
- De, Duc Yi de Qi 姜得 齊乙公) ?-? aC
- Cimu, Duc Gui de Qi 姜慈母 齊癸公 ?-? aC
- Buchen, Duc Ai de Qi 姜不辰 齊哀公 ?-863 aC
- Jing, Duc Hu de Qi 姜靜 齊胡公 862-860 aC
- Shan, Duc Xian de Qi 姜山 齊獻公 859-851 aC
- Shou, Duc Wu de Qi 姜壽 齊武公 850—825 aC
- Wuji, Duc Li de Qi 姜無忌 齊厲公 824—816 aC
- Chi, Duc Wen de Qi 姜赤 齊文公 815-804 aC
- Shuo, Duc Cheng de Qi 姜脫 齊成公 803-795 aC
- Shu, Duc Zhuang de Qi 姜購 齊前莊公 794-731 aC
- Lufu, Duc Xi de Qi 姜祿甫 齊釐公 730-698 aC
- Zhu'er, Duc Xiang de Qi, fill del Duc Xi, assassinat per Lian Cheng i Guan Zhifu 姜諸兒 齊襄公 697-686 aC
- Wuzhi, primer germà menor del Duc Xiang, engendrat per Lian Cheng i Guan Zhifu però prompte assassinat per Yong Ling 姜無知 齊前廢公 686 aC
- Xiaobai, Duc Huan de Qi, germà menor del Duc Xiang 姜小白 齊桓公 685-643 aC
- Wukui (Wugui), fill major del Duc Huan, aviat penjat 姜無詭 齊中廢公 643 aC
- Zhao, Duc Xiao de Qi, germà menor de Wukui i hereu del Duc Huan 姜昭 齊孝公 642-633 aC
- Pan, Duc Zhao de Qi, germà menor del Duc Xiao, es diu que els seus partidaris assassinaren al fill del Duc Xiao 姜潘 齊昭公 632-613 aC
- She, fill del Duc Zhao, aviat assassinat pel seu oncle Shangren 姜舍 齊後廢公 613 aC
- Shangren, Duc Yi de Qi, assassinat per dos ministres i el seu hereu va ser destronat 姜商人 齊懿公 612-609 aC
- Yuan, Duc Hui de Qi, germà gran del Duc Yi 姜元 齊惠公 608-599 aC
- Wuye, Duc Qin de Qi, fill del Duc Hui 姜無野 齊頃公 598-582 aC
- Huan, Duc Ling de Qi, el qual feu fill seu a Ya que havia nascut de la seva concubina favorita, el seu hereu en comptes del seu fill gran, Guang, tot i la tradició en la selecció dels hereus. Quan ell era malalt, Guang va tornar i va matar a Ya amb l'ajut de Cui Zhu i Qing Feng. Va morir en sentir el fet ocorregut 姜環 齊靈公 581-554 aC
- Guang, Duc Zhuang de Qi, va tenir un flirt amb l'esposa de Cui Zhu i així que va ser assassinat Pels soldats instruïts de Cuizhu i alguns altres ministres i generals 姜光 齊後莊公 553-548 aC
- Chujiu, Duc Jing de Qi (xinès tradicional: 姜杵臼 齊景公, xinès simplificat: 姜杵臼 齐景公, pinyin: Jiāng Chǔjiù, Qí Jǐng Gōng), el germà menor del Duc Zhuang 547-490 BC
- Tu, Yan Ruzi, el fill més jove i favorit, així com l'hereu del Duc Jing, aviat deposat i mort pels ministres dirigits per Chen/Tian Qi en nom del seu germà gran Yangsheng 姜荼 齊晏孺子(齊晏孺公) 489 aC
- Yangsheng, Duc Dao de Qi, enverinat per Bao Xi arran del consell de Chen/Tian Heng 姜陽生 齊悼公 488-485 aC
- Ren, Duc Jian de Qi, fill del duc Dao, assassinat per la Casa de Chen/Tian 姜壬 齊簡公 484-481 aC
- Ao, Duc Ping de Qi, germà menor del Duc Jian 姜驁 齊平公 480-456 aC
- Ji, Duc Xuan de Qi 姜積 齊宣公 455-405 aC
- Dai, Duc Kang de Qi 姜貸 齊康公 404-379 aC

### Casa de Tian (田)

#### Súbdits de la Casa de Jiang
- Tian Wan, Jing Zhong de Tian 田敬仲 陳完
- Tian Zhi 田孟夷 田穉
- Tian Min 田孟莊 田湣
- Xuwu, Vescomte Wen de Tian 田文子 田須無 ?-545 aC
- Wuyu, Vescomte Huan de Tian 田桓子 田無宇 ?-532 aC
- Kai, Vescomte Wu de Tian 田武子 田開 ?-516 aC
- Qi, Vescomte Xi de Tian 田僖子 田乞 ?-484 aC
- Chang, Vescomte Chang de Tian 田成子 田恆 ?-468 aC
- Pan, Vescomte Xiang de Tian 田襄子 田盤
- Bai, Vescomte Zhuang de Tian 田莊子 	田白 ?-411 aC
- Vescomte Dao de Tian 田悼子 410-405 aC
- He, Duc Tai de Tian, 田太公 田和 reconegut com el Duc de Qi pel Rei de Zhou 404-384 aC

#### Casa de Jiang reemplaçada
- He, Duc Tai de Tian 齊太公 	田和 404–384 aC
- Shan, Duc Fei de Qi 齊廢公 	田剡 383–375 aC
- Wu, Duc Huan de Qi 齊桓公 田午 374–357 aC
- Yinqi, rei Wei de Qi 齊威王 田因齊 356–320 aC
- Pijiang, rei Xuan de Qi 齊宣王 田辟彊 319–300 aC
- Di, Rei Min de Qi, "Emperador de l'Est" 齊愍王 田地 300–283 aC
- Fazhang, Rei Xiang de Qi 齊襄王 田法章 283–265 aC
- Jian, Rei de Qi 齊廢王 田建 264–221 aC

Conquerit per Qin